# Nesamblyops parvulus
Nesamblyops parvulus (лат.) — вид жужелиц рода Nesamblyops из подсемейства трехин (триба Anillini, Trechinae). Эндемики Новой Зеландии: Южный остров, Мальборо-Саундс, гора Стокс.

## Описание
Очень мелкие жужелицы (самые мелкие представители своего рода, длина варьирует от 1,26 до 1,49 мм), блестящие желтовато-коричневые жуки. Имаго этого вида можно отличить от имаго многих видов Nesamblyops по небольшому размеру, удлинённому габитусу, диагностической форме переднеспинки, а также по строению гениталий самца. Надкрылья удлинённо-яйцевидные, умеренно вдавленные по шву, сравнительно длинные и слегка узкие для рода; плечевые углы полностью округлые; латеральные края слегка расходятся в базальной четверти, субпараллельны в середине и равномерно закруглены к вершине в вершинной трети. Глаза сильно редуцированы, состоят из нескольких фасеток. Голова короткая и широкая, закругленная, усики средней длины. Пронотум округлый, надкрылья округлые без заметных рядов точек, с несколькими длинными щетинками по бокам. Задние крылья рудиментарные. Обитают в густой лесной подстилке. На основании строения мужских гениталий самцов N. parvulus  занимает изолированное положение среди исследованных видов рода. На горе Стокс N. parvulus обитает в симпатрии и синтопически с N. confusus.

## Таксономия и этимология
Вид был впервые выделен в 2023 году американским энтомологом Игорем Соколовым (Igor M. Sokolov, Systematic Entomology Laboratory, ARS, USDA, National Museum of Natural History, Вашингтон, США) по типовым материалам из Новой Зеландии. Видовой эпитет представляет собой латинское прилагательное parvulus в мужском роде, уменьшительное от латинского parvus, означающего «маленький», и указывает на небольшой размер нового вида.